# Anna Hoja
Anna Hoja (* 25. März 1992 in Iserlohn; jetzt Anna Siebert) ist eine ehemalige deutsche Volleyball- und Beachvolleyballspielerin, die seit 2021 als Co-Trainerin beim VC Olympia Münster beschäftigt ist.

## Karriere Halle
Hoja stammt aus einer sportlichen Familie. Ihre Mutter Ina (geborene Dittrich) spielte beim VC Schwerte in der Volleyball-Bundesliga und ihr Vater Ralf Hoja war wie schon ihr Großvater Dieter Hoja Eishockey-Profi. Anna Hoja begann ihre Karriere ebenfalls in Schwerte. Nachdem der Verein aus der zweiten Liga abgestiegen war, ging sie zum VC Essen-Borbeck. 2007 wechselte die Junioren-Nationalspielerin, die an der Weltmeisterschaft in Thailand teilnahm, zum USC Münster, wo sie das Sportinternat besuchte und zunächst in der zweiten Mannschaft des Bundesligisten spielte. Von 2011 bis 2014 spielte die Außenangreiferin bei Bayer 04 Leverkusen. Danach wechselte Hoja zum Bundesligisten VT Aurubis Hamburg. Im Anschluss an die Saison 2014/15 kehrte die gebürtige Iserlohnerin nach Leverkusen zurück. Dort führte sie das Bayer-Team als Kapitänin zur Nordmeisterschaft. Auch in den darauf folgenden Jahren schlug Hoja im Rheinland auf und beendete 2021 nach einer erneuten Zweitliga-Meisterschaft zunächst ihre Volleyballkarriere. Von 2021 bis 2023 spielte sie mit der zweiten Mannschaft des USC Münster in der 3. Liga West. Parallel dazu war sie Co-Trainerin beim VC Olympia Münster. Nach einer Babypause ist sie seit 2024 bei USC Münster II wieder aktiv, diesmal in der 2. Bundesliga Nord.

## Karriere Beach
Hoja spielte ab 2012 auch Beachvolleyball, zunächst meist auf mittelklassigen nationalen Turnieren mit wechselnden Partnerinnen. 2017 wechselte sie mit Stefanie Klatt zur DJK TuSA 06 Düsseldorf und startete mit ihr vorwiegend auf der Smart Beach Tour. Bei der deutschen Meisterschaft 2017 in Timmendorfer Strand belegten Hoja/Klatt Platz 13. In den Folgejahren hatten sie auf der Techniker Beach Tour ausschließlich Top-Ten-Ergebnisse und qualifizierten sich jeweils für die deutschen Meisterschaften 2018, 2019, 2020 und 2022.

## Privates
Hoja heißt nach ihrer Heirat Siebert und ist seit November 2023 Mutter.